# Mamica (televizijska serija)
Mamica (eng. Mom) je američka humoristična televizijska serija koja se prikazivala na CBS-u. Radnja prati Christy (Anna Faris) i njezinu majku Bonnie (Allison Janney), bivše ovisnice o alkoholu i drogama, koje pokušavaju izgraditi stabilan život suočavajući se s izazovima obiteljskih odnosa i svakodnevnih problema. 
Serija se u Hrvatskoj prikazivala na Novoj TV, a kasnije i na RTL 2 i Star Lifeu.

## Radnja
Radnja serije Mamica prati Christy, mladu ženu i konobaricu u Napa Valleyju, koja je bivša alkoholičarka i nastoji održati stabilan život te biti dobra majka svojoj djeci Violet i Roscoeu. Njezinu svakodnevicu uzdrma povratak njezine majke Bonnie, također bivše alkoholičarke, čiji pasivno-agresivni pristup i kaotičan život dodatno kompliciraju Christyn odnos s obitelji i bližnjima. U seriji se pojavljuju i Christyin šef Gabriel, njezin bivši partner Baxter te drugi likovi koji oblikuju složene, često humoristične i disfunkcionalne odnose unutar obiteljskog i radnog okruženja. Tijekom serije obitelj se suočava s brojnim izazovima, uključujući gubitak doma i borbu za očuvanje međusobnih veza.

## Vanjske poveznice
- Mamica u internetskoj bazi filmova IMDb-a